# 加福善貞
加福義貞(かふく よしさだ、1945年（昭和20年）9月20日 - )は、日本の銀行家。青森銀行取締役相談役。青森県公安委員会委員。

## 人物
青森県弘前市出身。明大卒業後、青森銀行に入行する。
28歳からは7年間にわたり労働組合に従事。その間には委員長も務めた。　
各店支店長等を歴任後、取締役に昇格する。
2007年（平成19年）には、「新中期経営計画」の遂行に際して、新体制で臨むことが最適であると判断され頭取に昇格する。
トップ在任時には、店舗統廃合を実施を推進した他、農業や青森県外を含め営業拡大に注力した。

## 略歴
- 青森県立弘前高等学校卒業[4]
- 1969年（昭和44年） -明治大学政治経済学部卒業後、青森銀行入行。
  - 以降、石堂支店長、営業推進部長、東京支店長等を歴任する。
- 1999年（平成11年）- 取締役八戸支店長委嘱。
- 2000年（平成12年）- 取締役総合企画部長委嘱。
- 2002年（平成14年）- 常務取締役。
- 2005年（平成17年）- 専務取締役。
- 2007年（平成19年）- 代表取締役頭取。
- 2011年（平成23年）- 代表取締役会長。
- 2015年（平成27年）- 取締役相談役。